# Jenni Banerjee
Jenni Pauliina Banerjee (* 17. Januar 1981 in Ylöjärvi) ist eine finnische Schauspielerin.

## Leben
Jenni Banerjee ist indischer Abstammung. Ihr Großvater kommt aus Kalkutta und war ein Luftfahrtingenieur, der 1930 in London ihre Großmutter kennen lernte. Ihre Tante ist die Schriftstellerin Nina Banerjee-Louhija. Von 2000 bis 2004 studierte Banerjee am Stadia Schauspiel. Von 2005 bis 2008 Schauspiel am The Actors Studio in New York City.
Ihr Filmdebüt gab Banerjee in der 2002 ausgestrahlten Fernsehkomödie Luokkajuhla. 2014 wirkte sie in 79 Folgen als Katariina Mäkelä der Daily-Sopa Salatut elämät mit. In der Krankenhausserie Nurses spielte sie von 2018 bis 2020 Santtu Viljanen. Außerdem spielte sie in den Filmen Pahat pojat, Joensuun Elli und Lieksa! mit.
Von 2009 bis 2012 war Banerjee mit dem Regisseur Olli Saarela liiert. Seit 2019 ist sie mit einem dänischen Piloten verlobt, mit dem sie ein Kind hat und gemeinsam in Tuusula lebt.

## Filmografie
- 2002: Luokkajuhla
- 2008: Blackout
- 2010: Priest of Evil (Harjunpää ja pahan pappi)
- 2014: Salatut elämät (Fernsehserie, 79 Folgen)
- 2018–2020: Nurses (Syke, Fernsehserie, 59 Folgen)
- 2025: Klein-Sibirien (Pikku-Siperia)